# Редон, Лоран
Лора́н Редо́н (фр. Laurent Rédon; родился 5 августа 1973 года в Сен-Шамоне, Франция) — французский автогонщик и спортивный менеджер.

## Спортивная карьера
Начал свою гоночную карьеру с картинговых соревнований в 17 лет, в 20 лет участвовал в чемпионате мира в классе Формула-А. В этом же 1993 году принял участие во французском монокубке Renault Clio.
Через год стартовал в национальном первенстве Формулы-3, через сезон, выиграв четыре из тринадцати гонок, стал чемпионом, опередив на восемь очков партнёра по команде Николя Минасяна. Сезон-1996 Редон начал в команде DAMS в Международной Формуле-3000. За сезон Редон набрал лишь семь очков, ни разу не финишировав выше четвёртого места. В 1997 году Лоран сменил команду, но в Super Nova Racing год сложился немногим лучше, при том что его партнёр бразилец Рикардо Зонта завоевал титул. Финансирования на третий сезон в серии не нашлось и следующие два года Редон отработал на тестовой работе в командах Формулы-1: сначала в Benetton, затем в Minardi.
Редон в гонках спортпрототипов принял участие в FIA Sportscar Championship и ALMS, вышел на старт «24 часов Ле-Мана». Редон принял участие в одиннадцати гонках и выиграл 500-километровую гонку в Спа.
В 2001 году Редон подписал контракт с командой Indy Racing League Conquest Racing. В марте 2002 года провёл свою лучшую гонку в серии, приехав третьим в Фонтане.
После нескольких лет вне гонок Редон вернулся в автоспорт, организовав собственную гоночную команду. Коллектив Laurent Rédon Motorsport принимал участие в первенстве Суперлига Формула в цветах футбольного клуба «Олимпик Лион», а позже сосредоточился на проекте гоночной школы.

## Статистика результатов

### Сводная таблица
| 1993 | Французский кубок Renault Clio         | н/д                    | н/д        | н/д        | н/д        | н/д        | н/д        | н/д        |
| 1994 | Французская Формула-3                  | Winfield               | 11         | 0          | 0          | 0          | 26         | 9-й        |
| 1995 | Французская Формула-3                  | La Filière             | 13         | 2          | 2          | 4          | 131        | 1-й        |
| 1995 | Гран-при Макао Ф3                      | Fortec Motorsport      | 1          | 0          | 0          | 0          |            | 16-й       |
| 1996 | Международная Формула-3000             | DAMS                   | 9          | 0          | 0          | 0          | 7          | 8-й        |
| 1997 | Международная Формула-3000             | Super Nova Racing      | 10         | 0          | 0          | 0          | 10         | 9-й        |
| 1998 | Формула-1                              | Minardi F1             | тест-пилот | тест-пилот | тест-пилот | тест-пилот | тест-пилот | тест-пилот |
| 1999 | Формула-1                              | Benetton F1            | тест-пилот | тест-пилот | тест-пилот | тест-пилот | тест-пилот | тест-пилот |
| 1999 | SRWC (класс SR1)                       | JB Giesse Team Ferrari | 6          | 0          | 0          | 1          | 69         | 7-й        |
| 2001 | Indy Racing League                     | Conquest Racing        | 2          | 0          | 0          | 0          | 45         | 29-й       |
| 2001 | FIA Sportscar Championship (класс SR1) | Pescarolo Sport        | 2          | 0          | 0          | 1          | 20         | 18-й       |
| 2001 | ALMS (класс LMP900)                    | Pescarolo Sport        | 2          | 0          | 0          | 0          | 0          | НК         |
| 2001 | 24 часа Ле-Мана (класс LMP900)         | Pescarolo Sport        | 1          | 0          | 0          | 0          |            | 4-й        |
| 2002 | Indy Racing League                     | Conquest Racing        | 15         | 0          | 0          | 0          | 229        | 12-й       |

### Гонки спортпрототипов

#### 24 часа Ле-Мана
| Год  | Класс  | №  | Шины | Команда         | Напарники                         | Машина                                | Круги | ОП   | КП  |
| ---- | ------ | -- | ---- | --------------- | --------------------------------- | ------------------------------------- | ----- | ---- | --- |
| 2001 | LMP900 | 17 | M    | Pescarolo Sport | Себастьен Бурде Жан-Кристоф Буйон | Courage C60-Peugeot A32 3.2L Turbo V6 | 271   | 13-й | 4-й |